# سكة حديد مترية

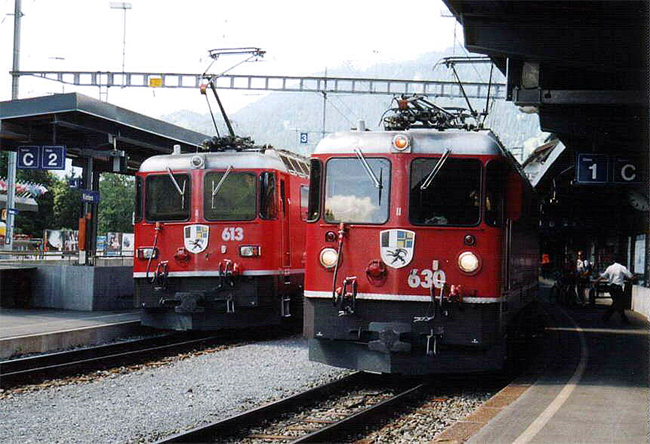
قاطرتان تابعتان للسكك الحديدية الريتية، فئة RhB Ge 4/4 II، في محطة كلوسترز. على اليمين توجد قاطرة 630 (Trun) في الحالة التي كانت عليها قبل الإصلاح الذي تم إجراؤه على هذه الآلات، وعلى اليسار خلفها توجد Ge 4/4 II 613 (Domat/Ems) التي تم تحويلها بالفعل مع المصابيح الأمامية المربعة وموضع متغير لرقم السيارة على الجانب الأمامي.

سكة الحديد المترية هي سكة حديد ضيقة يبلغ اتساع السكة فيها مقدار متر واحد (1000 ميليمتر).
لا يزال هذا المقياس من عرض السكك الحديدية مستخدماً في عدد من الدول الأوروبية، مثل سويسرا وإسبانيا.